# 納羅夫恰特區

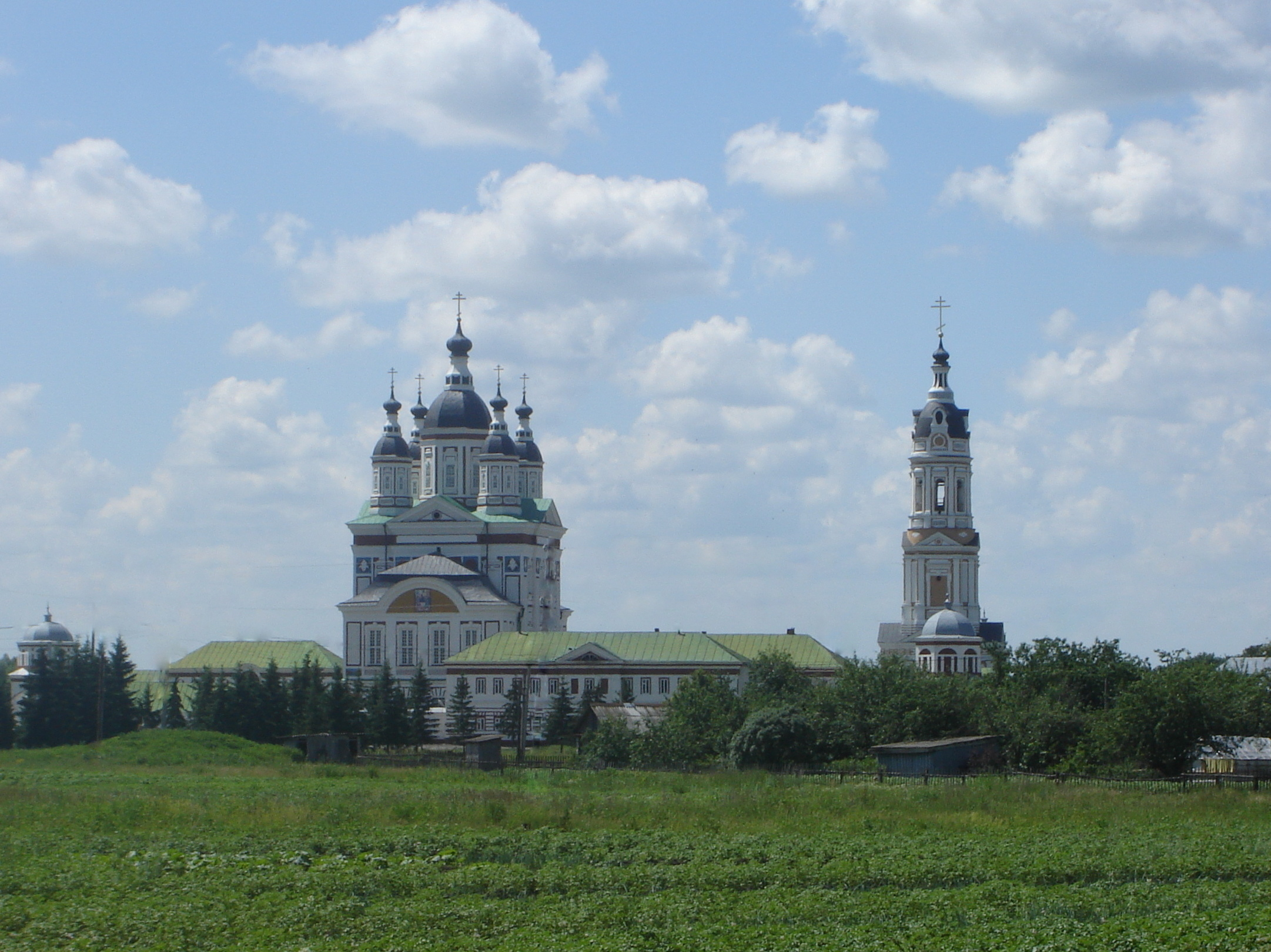

53°52′52″N 43°41′48″E / 53.88111°N 43.69667°E
納羅夫恰特區（俄语：Наровчатский район），是俄羅斯的一個區，位於該國西南部，由奔薩州負責管轄，面積956.9平方公里，2010年人口12,069，人口密度每平方公里12.61人。